# La Floresta (barri de Tarragona)
La Floresta és un barri de Tarragona a la zona oest del municipi a l'altura del Km.4 de la T-11 Tarragona a Reus. El 2023 tenia 1187 habitants. És principalment un barri dormitori i no hi ha poc o gaire serveis, excepte uns pocs bar i per bé que té una vida associativa molt activa.
Quan es barri és va crear a la primeria dels anys 1970 del segle xx, s'hi van establir immigrants d'altres comunitats autònomes de l'Estat Espanyol. Les noves generacions ja són tots nascuts a Catalunya. No s'ha d'oblidar que els blocs de cases que formen el barri, 26 en total, daten dels anys 70 del segle xx.
Aquest barri està constituït per un total de 456 habitatges. L'associació de veïns té per norma expedir un únic carnet per cada família a nom de qualsevol dels seus membres. Avui formen part de l'associació un total de 325 socis, la qual cosa significa que son membres de l'associació més del 80% dels veïns del barri aproximadament.
Moltes habitants treballen en els sectors de la petroquímica, en la gran superfície comercial, en la construcció i en feines de neteja en domicilis particulars. Els veïns de La Floresta utilitzen diversos serveis situats a La Granja i Torreforta com el Centre d'Atenció Primària, el mercat, bancs, etc. Hi ha l'escola primària La Floresta, inaugurada el 1975. Els alumnes de secundària van a Campclar o Torreforta.

## L'Associació de Veïns
L'Associació de Veïns, abans d'esdevenir associació, va ser una comunitat de propietaris, ja que des del primer moment, l'any 1970, es va veure la necessitat d'agrupar-se per poder esmenar els problemes que des d'un principi va patir el barri, doncs l'empresa constructora es va limitar a construir els blocs i tota la resta va ser aconseguit pas a pas.

## Activitats del Barri
El Local Social és el centre del que disposen totes les entitats de La Floresta, es va inaugurar l'agost de 1989 que és quan acaben les obres de la segona fase.

### Cavalcada de Reis
Aquesta es fa el dia 5 de gener a la nit, en camions adornats per a l'esdeveniment. Una vegada preparats passen per tot el barri. Durant el recorregut es llencen caramels. A la fi de la cavalcada les seves Majestats lliuren els regals als nens al Local Social.

### Carnaval
Se celebra a la Plaça del Local Social la nit del divendres de Carnestoltes, fet que permet que el dissabte els veïns acudeixin al del centre de Tarragona. En aquesta festa es lliuren premis a les millors disfresses (no comprades) o al més original en les diferents categories segons les edats. Per a l'esdeveniment s'instal·la una passarel·la per on els diferents grups desfilen. La festa acaba amb el llançament de confeti i ball de disfresses.

### Setmana Cultural
L'Associació de veïns organitza l'última setmana del mes d'abril una setmana plena d'activitats culturals que van des de conferències, projecció de pel·lícules, concerts etc.

### Sant Joan
Els nens del barri són els encarregats cada any de construir la foguera. Amb la crema de la foguera i de petards celebren l'entrada de l'estiu.

### Festes d'Estiu
Se celebra el primer cap de setmana del mes de juliol i s'estén des de la tarda del divendres fins a la nit del diumenge. Hi participen totes les entitats del barri.

### Castanyada popular
El vespre de Tots Sants se celebra la castanyada popular, on participen la majoria de veïns. Aquesta se celebra a la plaça del Local Social, i a més de repartir castanyes rostides, es convida a una mica de vi dolç als grans i un refresc als petits.